# Théorèmes de Sylow
Pour les articles homonymes, voir Sylow.
En théorie des groupes finis, les théorèmes de Sylow forment une réciproque partielle du théorème de Lagrange, d'après lequel, si H est sous-groupe d'un groupe fini G, alors l'ordre de H divise l'ordre de G. Ces théorèmes garantissent, pour certains diviseurs de l'ordre de G, l'existence de sous-groupes d'ordre égal à ces diviseurs et donnent une information sur le nombre de ces sous-groupes.
Ces théorèmes portent le nom du mathématicien norvégien Ludwig Sylow, qui les démontra en 1872. Par la suite, ils ont été partiellement généralisés au cas des groupes infinis.

## Définition
Soit p un nombre premier et G un groupe fini ; alors nous définissons un p-sous-groupe de Sylow de G comme un élément maximal de l'ensemble des p-sous-groupes de G, ordonné par inclusion. Autrement dit, c'est un p-sous-groupe de G qui n'est contenu dans aucun autre p-sous-groupe  de G. Tout p-sous-groupe de G est inclus dans un p-sous-groupe maximal, ce qui garantit l'existence de p-sous-groupes de Sylow. L'ensemble (non vide, donc) de tous les p-sous-groupes de Sylow pour un entier premier p donné est parfois noté SylpG. On les appelle aussi plus simplement : les p-Sylow de G.
Les collections de sous-groupes maximaux, dans un sens ou un autre ne sont pas rares en théorie des groupes. Le résultat étonnant ici est que dans le cas de SylpG, tous les membres sont en fait conjugués entre eux (et donc isomorphes) et cette propriété peut être exploitée pour déterminer d'autres propriétés de G.

## Les théorèmes de Sylow
Les propositions suivantes furent présentées et démontrées par le mathématicien norvégien Ludwig Sylow en 1872.
Théorèmes de Sylow pour les groupes finis — Soit G un groupe d'ordre pn s, où p est un nombre premier, n est un entier naturel et p ne divise pas s, autrement dit n est la valuation p-adique de l'ordre de G. Alors :
- Théorème 1[6] : Il existe un p-Sylow de G d'ordre pn.
- Théorème 2 : Tous les p-Sylow de G sont conjugués entre eux, c'est-à-dire que si H et K sont deux p-Sylow de G, alors il existe un élément g dans G vérifiant gHg-1 = K.
- Théorème 3 : Soit np le nombre de p-Sylow de G.
  - np  divise s.
  - np ≡ 1 mod p

En particulier, les deux premiers théorèmes impliquent que 
 par conséquent tout p-sous-groupe de G est inclus dans un sous-groupe d'ordre pn.
Par ailleurs, le deuxième théorème implique que tous les p-Sylow de G sont isomorphes, et que le normalisateur de chacun d'entre eux est d'indice np dans G.

## Exemples et applications
Soit G un groupe d'ordre 15 = 3 · 5. Nous devons avoir n3 divise 5, et n3 ≡ 1 mod 3. La seule valeur satisfaisant ces contraintes est 1 ; ainsi, il y a un seul sous-groupe d'ordre 3, et il doit être normal (puisqu'il n'a pas de conjugués distincts). De façon analogue, n5 divise 3, et n5 ≡ 1 mod 5 ; il a donc aussi un seul sous-groupe normal d'ordre 5. Puisque 3 et 5 sont premiers entre eux, l'intersection de ces deux sous-groupes est triviale, et donc G est nécessairement un groupe cyclique. Ainsi, il existe un seul groupe d'ordre 15 (à un isomorphisme près) : le groupe Z/15Z.
Donnons un exemple plus complexe. Nous pouvons montrer qu'il n'y a pas de groupe simple d'ordre 350. Si |G| = 350 = 2 · 52 · 7, alors n5 doit diviser 14 (= 2 · 7), et n5 ≡ 1 mod 5. Donc n5 = 1 (puisque ni 6 ni 11 ne divisent 14), et ainsi G doit avoir un sous-groupe normal d'ordre 52, et donc ne peut pas être simple.
L'article groupe simple d'ordre 168 utilise un théorème de Sylow pour démontrer la simplicité d'un groupe. L'article groupe alterné utilise ces théorèmes pour montrer que le plus petit groupe simple non abélien est d'ordre 60.

## Démonstrations
La démonstration des théorèmes de Sylow repose sur des propriétés de l'action par conjugaison du groupe G sur lui-même et sur l'ensemble de ses parties, ainsi que de la restriction de cette action à un sous-groupe H :
- l'équation aux classes de G, |G| = |Z(G)| + ∑i [G:Zi], où
  - Z(G) est le centre de G,
  - chaque Zi est un sous-groupe strict de G, d'indice  [G:Zi] > 1 ;
- |Cl(S)| = [G:N(S)], où
  - S est n'importe quel sous-ensemble de G,
  - Cl(S) est sa classe de conjugaison, dont les éléments sont les parties de G de la forme gSg-1, pour chaque g dans G,
  - le sous-groupe N(S) est le normalisateur de S dans G ;
- de même, |ClH(S)| = [H:NH(S)], où
  - ClH(S) est la classe de conjugaison de S par les éléments de H, c'est-à-dire l'ensemble des hSh-1, pour chaque h dans H,
  - NH(S)=H∩N(S)[9].

### Preuve du théorème 1
On procède par récurrence sur l'ordre de G. Si cet ordre vaut 1 (ou plus généralement si n = 0, i.e. si p ne divise pas l'ordre de G), le groupe trivial est bien un sous-groupe de G d'ordre pn = 1. Supposons désormais que G est non trivial, et que le théorème 1 est vérifié pour tout groupe d'ordre strictement plus petit que celui de G.
- Si G a un sous-groupe strict d'indice premier à p alors, d'après l'hypothèse de récurrence, ce sous-groupe a un sous-groupe d'ordre pn ; ainsi, il en est de même pour G.
- Si au contraire tous les sous-groupes stricts de G sont d'indice divisible par p alors, dans l'équation aux classes, |G| et tous les [G:Zi] sont divisibles par p, donc |Z(G)| aussi. Comme de plus Z(G) est abélien, il a un sous-groupe H d'ordre p[10]. Ce sous-groupe H étant normal dans G (car inclus dans le centre de G), on peut considérer le groupe quotient G/H, dont l'ordre est pn-1s. D'après l'hypothèse de récurrence, G/H possède alors un sous-groupe L d'ordre pn-1. Soit K l'image réciproque de L par la projection canonique de G sur G/H : c'est un sous-groupe de G contenant H, et K/H est isomorphe à L (d'après le premier théorème d'isomorphisme). Puisque H est d'ordre p, alors K est d'ordre pn.

### Preuve des théorèmes 2 et 3
Soient K un p-Sylow de G, nK le nombre de ses conjugués, et H un p-Sylow quelconque de G. Alors la classe de conjugaison Cl(K), orbite de K pour l'action du groupe G, est naturellement partitionnée en sous-orbites pour l'action (restreinte) du groupe H. Ainsi nK = ∑i |ClH(Li)|, où l'on a choisi un élément Li dans chaque sous-orbite.
Or le cardinal [H:NH(L)] de toute sous-orbite d'un élément L de Cl(K) :
- est une puissance de p, comme tout indice fini d'un sous-groupe dans un p-groupe ;
- est égal à 1 (si et) seulement si H = L. En effet, si 1 = [H:NH(L)] = [H:H∩N(L)] alors H est inclus dans N(L), si bien que HL est un groupe dans lequel L est normal. De plus, d'après le deuxième théorème d'isomorphisme, le groupe quotient de HL par L est isomorphe au groupe H/(H∩L), donc c'est un p-groupe. Comme L est également un p-groupe, il en va de même pour HL. Par maximalité de H et L on en déduit : H = HL = L.

1. En appliquant ce qui précède au cas particulier H = K, on en déduit que nK est une somme de puissances de p dont exactement une vaut 1, donc que nK est congru à 1 modulo p.
2. En particulier, nK n'est pas divisible par p. Donc en appliquant ensuite ce qui précède à un p-Sylow H quelconque, on en déduit qu'il existe au moins un L dans Cl(K) tel que H = L, autrement dit : que H est un conjugué de K. Par conséquent, le nombre np de p-Sylow de G est exactement nK.
3. L'autre fait concernant np suit presque immédiatement : puisque np = nK est congru à 1 modulo p, il est premier avec pn. Or par ailleurs nK = [G : N(K)] divise |G| =  pns. On en déduit qu'il divise s.

Remarquons que les arguments 1 et 2 ci-dessus (et l'analyse préalable qui les fonde) restent valables dès lors que |Cl(K)| = [G:N(K)] est fini ; ainsi nous pouvons énoncer de façon analogue :
Théorème de Sylow pour les groupes infinis, — Si l'un des p-Sylow de G n'a qu'un nombre fini de conjugués, alors tous les p-Sylow de G sont conjugués, et leur nombre est congru à 1 modulo p.
Dans ce théorème, l'hypothèse est cruciale : il existe des groupes (nécessairement infinis) possédant des p-Sylow non conjugués et même non isomorphes, par exemple le produit libre de deux p-groupes non isomorphes et non triviaux, ou encore le « groupe symétrique dénombrable », c'est-à-dire le sous-groupe du groupe symétrique {\displaystyle \scriptstyle {\mathfrak {S}}(\mathbb {N} )} constitué des permutations à support fini.

## Autres démonstrations
- Une autre démonstration[12] du premier théorème (l'existence des p-Sylow, au sens : p-sous-groupes d'indice premier à p) consiste à vérifier d'abord ce théorème pour le groupe linéaire GLn(Z/pZ), qui est d'ordre (pn–1)(pn–p)…(pn–pn–1), en remarquant que le sous-groupe constitué des matrices triangulaires supérieures avec des 1 sur la diagonale principale est d'ordre p×p2×…×pn–1 donc est un p-Sylow. L'étape clé est ensuite un lemme de « stabilité du premier théorème par sous-groupes » qui construit, pour tout sous-groupe H d'un groupe fini G, un p-Sylow pour H à partir d'un p-Sylow pour G. Il suffit pour conclure de remarquer que grâce au théorème de Cayley, tout groupe de cardinal n s'identifie à un sous-groupe (constitué de matrices de permutations) du groupe GLn(Z/pZ).
- On peut également faire agir G par multiplication à droite sur l'ensemble des parties de G de cardinal pn. L'ensemble de ces parties est de cardinal {\displaystyle {\binom {p^{n}s}{p^{n}}}} qui n'est pas divisible par p, ainsi il existe une partie dont le cardinal de l'orbite n'est pas divisible par p ; on vérifie alors que son stabilisateur est un p-Sylow.